# 80'ernes Boheme
80'ernes Boheme er Sebastians 13. studiealbum, udgivet i 1983. Det er det sidste indspillet med "stjernebandet": Nils Henriksen, Kenneth Knudsen, Lis Sørensen, Michael Friis og Alex Riel, idet Sebastian samlede et nyt hold af musikere til de efterfølgende plader. Ligesom forgængeren Stjerne til støv var albummet en kommerciel succes og har solgt mere end 100.000 eksemplarer.
Albummet kan anskues som mere mørkt i udtryk og indhold end Stjerne til støv. Ifølge Torben Bille er det domineret af "et vældigt tema om livet flere lysår efter Woodstock og få minutter i Orwell". Flere af sangene beskæftiger sig kritisk med nye tidsfænomener, f.eks. "Den nye tid", som handler om ensretning via teknologi, mens titelnummeret kan høres som en kritik af Nå-generationen, og "Salamanderballaden" fremstår som en sang om fremmedhad. Et mere personligt univers synes at fremstå i numre som "Beauty and the Beast" og "De grå katte".
Musikken til "Sangen om langfart", "Salamanderballaden" og "Den nye tid" havde tidligere været brugt i Rimfaxe-teatrets forestilling over Karel Čapeks Krigen mod salamandrene. Sangene havde dér tekster af Jesper Jensen, mens Sebastian skrev nye tekster til pladeversionerne.

## Numre

### Side 1
1. "80'ernes Boheme" (5:25)
2. "Beauty & the Beast" (3:52)
3. "Rue Fontaine" (4:50)
4. "De grå katte" (5:18)

### Side 2
1. "Sangen om langfart" (3:30)
2. "Havet" (3:31)
3. "Salamanderballaden" (4:24)
4. "Den nye tid" (2:24)
5. "Fantasi" (5:10)

Tekst og musik: Sebastian, undtagen "Havet", som har tekst af Sebastian og musik af Kenneth Knudsen.